# Martin Millett
Martin John Millett (nascido em 30 de setembro de 1955) é um professor de Arqueologia Clássica da Universidade de Cambridge e um notório pesquisador da história romana, trabalhando principalmente sobre a questão da romanização. 
Em 2021 foi eleito membro da Academia Europaea.